# Seznam nejdelších mostů
Seznam nejdelších mostů podle celkové délky, obsahuje mosty delší než pět kilometrů. Neobsahuje nízké nadzemní mosty, používané ve městech či nestabilním terénu.
| Název                                     | Přemosťuje                                               | Stát               | Délka (km) | Dokončen | Využití              |
| Viadukt Tan-jang-Kchun-šan                | Jang-c’-ťiang                                            | Čína               | 164,851    | 2011     | železniční           |
| Changhua-Kaohsiung Viadukt                | Zhongzun Branch Canal                                    | Taiwan             | 157,317    | 2004     | železniční           |
| Kita-Yaita Viadukt                        | spojuje města Kita a Yaita                               | Japonsko           | 114,424    | 1982     | železniční           |
| Tianjin Grand Bridge                      | spojuje Langfang a Qingxian                              | Čína               | 113,700    | 2010     | železniční           |
| Cangde Grand Bridge                       | spojuje Bohai Economic Rim a Yangtze River Delta         | Čína               | 105,881    | 2010     | železniční           |
| Most Wej-nan Wej-che                      | Wej-che                                                  | Čína               | 79,732     | 2010     | železniční           |
| Bang Na Expressway                        | spojuje Bang Na a Chonburi                               | Thajsko            | 54,000     | 2000     | dálniční             |
| Beijing Grand Bridge                      | ve městě Peking                                          | Čína               | 48,153     | 2010     | železniční           |
| Dhaka Elevated Expressway                 | spojuje letiště Dhaka se čtvrtí Farmgate                 | Bangladéš          | 46,730     | 2023     | dálniční             |
| Metro Manila Skyway System                | ve městě Manila                                          | Filipíny           | 39,200     | 2021     | dálniční             |
| Most přes jezero Pontchartrain            | jezero Pontchartrain                                     | USA                | 38,422     | 1969     | silniční             |
| Linka 1, Wu-chan Metro                    | ve městě Wu-chan                                         | Čína               | 37,788     | 2009     | Metro                |
| Manchac Swamp Bridge                      | nejdelší most na světě přes vodní plochu jezero Maurepas | USA                | 36,710     | 1979     | dálniční             |
| Sheikh Mohammed bin Zayed Skyway          | spojující West Bekasi a East Telukjambe                  | Indonésie          | 36,400     | 2019     | dálniční             |
| Sheikh Jaber Al-Ahmad Al-Sabah Causeway   | ve městě Kuvajt                                          | Kuvajt             | 36,140     | 2019     | dálniční             |
| Yangcun Bridge                            |                                                          | Čína               | 35,812     | 2007     | železniční           |
| Most přes zátoku Chang-čou                | Východočínské moře                                       | Čína               | 35,673     | 2008     | silniční             |
| Most přes zátoku Čhin-tao                 | Východočínské moře                                       | Čína               | 35,500     | 2011     | silniční             |
| Most Runyang                              | Jang-c’-ťiang                                            | Čína               | 35,660     | 2005     | silniční             |
| Tung-chaj Ta-čchiao                       | Východočínské moře                                       | Čína               | 32,500     | 2005     | silniční             |
| Most Jintang                              | Východočínské moře                                       | Čína               | 26,540     | 2009     | silniční             |
| Most přes zátoku Chesapeake               | zátoka Chesapeake                                        | USA                | 24,140     | 1964     | silniční             |
| Krymský most                              | Kerčský průliv                                           | Rusko              | 19,000     | 2018     | silniční, železniční |
| Inčchonský most                           | Žluté moře                                               | Jižní Korea        | 18,384     | 2009     | silniční             |
| Most přes přeliv Bonnet Carré             | přeliv Bonnet Carré                                      | USA                | 17,702     | 1960     | silniční             |
| Most Vasco da Gama                        | Tajo                                                     | Portugalsko        | 17,185     | 1998     | silniční             |
| silniční most Rio de Janeiro – Niterói    | Zátoka Guanabara                                         | Brazílie           | 13,290     | 1974     | silniční             |
| Nový Uljanovský most                      | Volha                                                    | Rusko              | 12,970     | 2009     | silniční, železniční |
| Most Konfederace                          | Northumberlandská úžina                                  | Kanada             | 12,900     | 1997     | silniční             |
| Most 6. října                             | Nil                                                      | Egypt              | 12,500     | 1996     | silniční             |
| Jubilee Parkway                           | zátoka Mobile                                            | USA                | 12,100     | 1978     | silniční             |
| Třetí vnitrozemský most                   | Lagoská laguna                                           | Nigérie            | 11,800     | 1990     | silniční             |
| Most Lezíria                              | Tajo                                                     | Portugalsko        | 11,670     | 2007     | silniční             |
| Most San Mateo-Hayward                    | Sanfranciská zátoka                                      | USA                | 11,265     | 1967     | silniční             |
| Sedmimílový most                          | Floridský průliv                                         | USA                | 10,887     | 1982     | silniční             |
| Most Šan-tung – Che-nan                   | Žlutá řeka                                               | Čína               | 10,282     | 1985     | železniční           |
| Most Wuhu                                 | Jang-c’-ťiang                                            | Čína               | 10,022     | 2000     | silniční, železniční |
| Most přes Jang-c’-ťiang v Šanghaji        | Jang-c’-ťiang                                            | Čína               | 9,970      | 2009     | silniční             |
| Železniční most přes jezero Pontchartrain | jezero Pontchartrain                                     | USA                | 9,300      | ?        | železniční           |
| Most Sunshine Skyway                      | Tampa Bay                                                | USA                | 8,851      | 1987     | silniční             |
| Most Twin Span                            | jezero Pontchartrain                                     | USA                | 8,851      | 1963     | silniční             |
| Most Richmond – San Rafael                | Sanfranciská zátoka                                      | USA                | 8,851      | 1956     | silniční             |
| Most generála Rafaela Urdanety            | jezero Maracaibo                                         | Venezuela          | 8,678      | 1962     | silniční             |
| Most Virginia Dare Memorial               | úžina Croatan                                            | USA                | 8,851      | 1963     | silniční             |
| Most Penang                               | Jižní průliv                                             | Malajsie           | 8,400      | 1985     | silniční             |
| Most Xisasha                              | Qiantang                                                 | Čína               | 8,230      | 2002     | silniční             |
| Most Sutong                               | Jang-c’-ťiang                                            | Čína               | 8,206      | 2008     | silniční             |
| Most Mackinac                             | Makinacká úžina                                          | USA                | 8,038      | 1957     | silniční             |
| Most přes Öresund                         | Öresund                                                  | Dánsko, Švédsko    | 7,845      | 2000     | silniční, železniční |
| Most Maestri                              | jezero Pontchartrain                                     | USA                | 7,693      | 1928     | silniční             |
| Most přes Jang-c’-ťiang v Ťiujangu        | Jang-c’-ťiang                                            | Čína               | 7,657      | 1992     | silniční, železniční |
| Most Kwangan                              | ??                                                       | Jižní Korea        | 7,420      | 2003     | silniční             |
| Most Champlain                            | Řeka svatého Vavřince                                    | Kanada             | 7,412      | 1967     | silniční             |
| Most Seohae                               | Žluté moře                                               | Jižní Korea        | 7,310      | 2000     | silniční             |
| Volgogradský most                         | Volha                                                    | Rusko              | 7,110      | 2009     | silniční             |
| Most přes James River                     | James River                                              | USA                | 7,071      | 1982     | silniční             |
| Most Hueya Longa                          | Mississippi                                              | USA                | 7,009      | 1952     | silniční, železniční |
| Most Williama Prestona Lanea              | zátoka Chesapeake                                        | USA                | 6,946      | 1952     | silniční             |
| Východní Most přes Velký Belt             | Öresund                                                  | Dánsko             | 6,790      | 1998     | silniční             |
| Most přes Jang-c’-ťiang v Nankingu        | Jang-c’-ťiang                                            | Čína               | 6,772      | 1968     | silniční, železniční |
| Západní Most přes Velký Belt              | Öresund                                                  | Dánsko             | 6,611      | 1998     | silniční, železniční |
| Most Thanlwin                             | Salwin                                                   | Myanmar            | 6,598      | 2005     | silniční, železniční |
| Most na ostrov St. George                 | Mexický záliv                                            | USA                | 6,588      | 2004     | silniční             |
| Most Astoria-Megler                       | Columbia                                                 | USA                | 6,545      | 1966     | silniční             |
| Most Öland                                | Kalmarsund                                               | Švédsko            | 6,072      | 1972     | silniční             |
| Most generála San Martína                 | Uruguay                                                  | Argentina, Uruguay | 5,966      | 1976     | silniční             |
| Most Hernanda de Sota                     | Mississippi                                              | USA                | 5,954      | 1973     | silniční             |
| Most Mahátmy Gándhího                     | Ganga                                                    | Indie              | 5,850      | 1982     | silniční             |
| Most generála Pulaski                     | zátoka Newark                                            | USA                | 5,636      | 1932     | silniční             |
| Bandra–Worli Sea Link                     | zátoka Mahim                                             | Indie              | 5,600      | 2009     | silniční             |
| Most přes Albemarle sound                 | Albemarle sound                                          | USA                | 5,627      | 1990     | silniční             |
| Most Suramadu                             | průliv Madura                                            | Indonésie          | 5,438      | 2009     | silniční             |
| Most krále Fahda I                        | Perský záliv                                             | Saúdská Arábie     | 5,194      | 1986     | silniční             |
| Most Hell Gate                            | East River                                               | USA                | 5,182      | 1916     | železniční           |
| Druhý most přes Severn                    | Severn                                                   | Spojené království | 5,128      | 1996     | silniční             |
| Most Zeeland                              | Severní moře                                             | Nizozemí           | 5,022      | 1965     | silniční             |

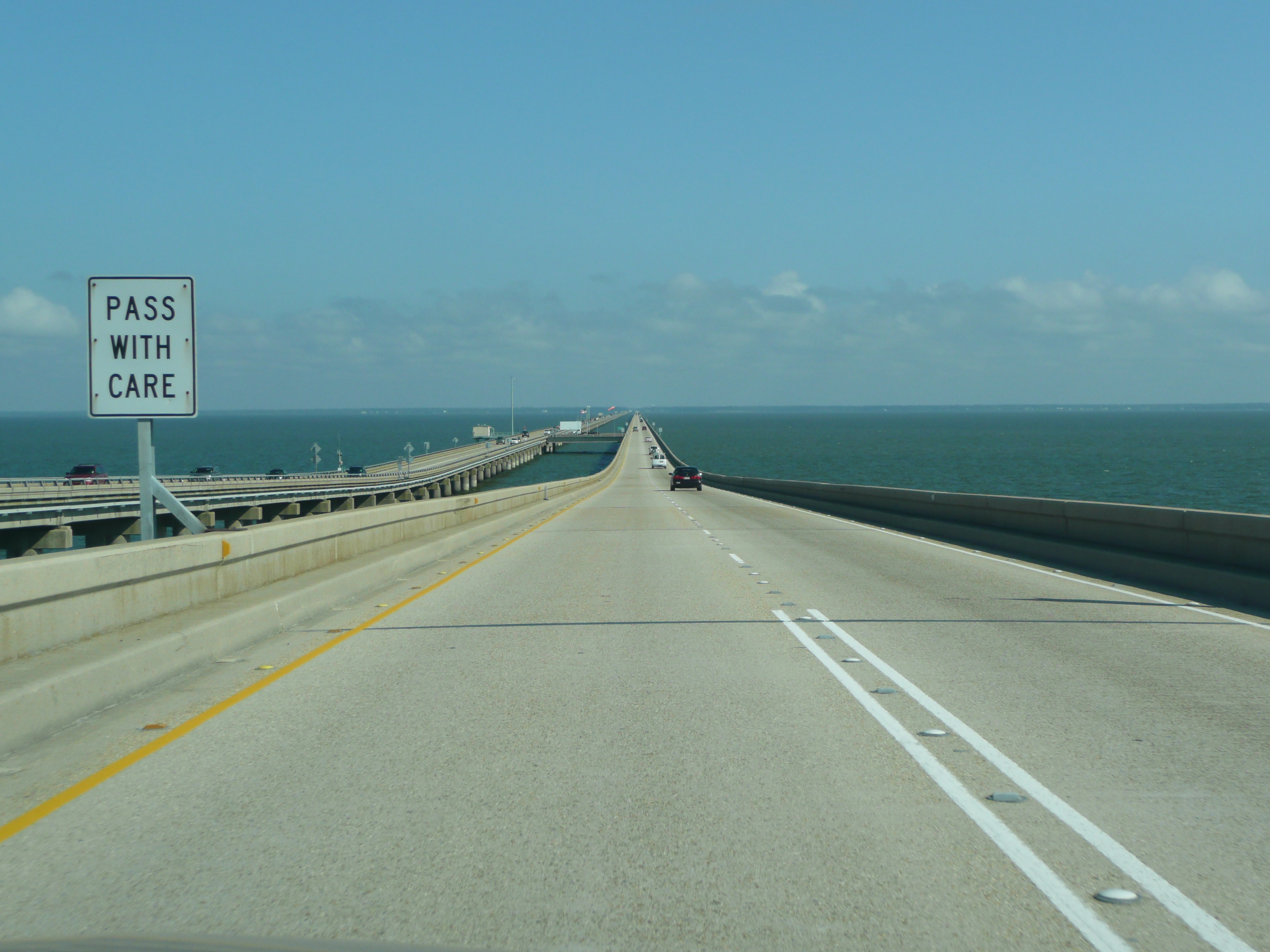
Most přes jezero Pontchartrain
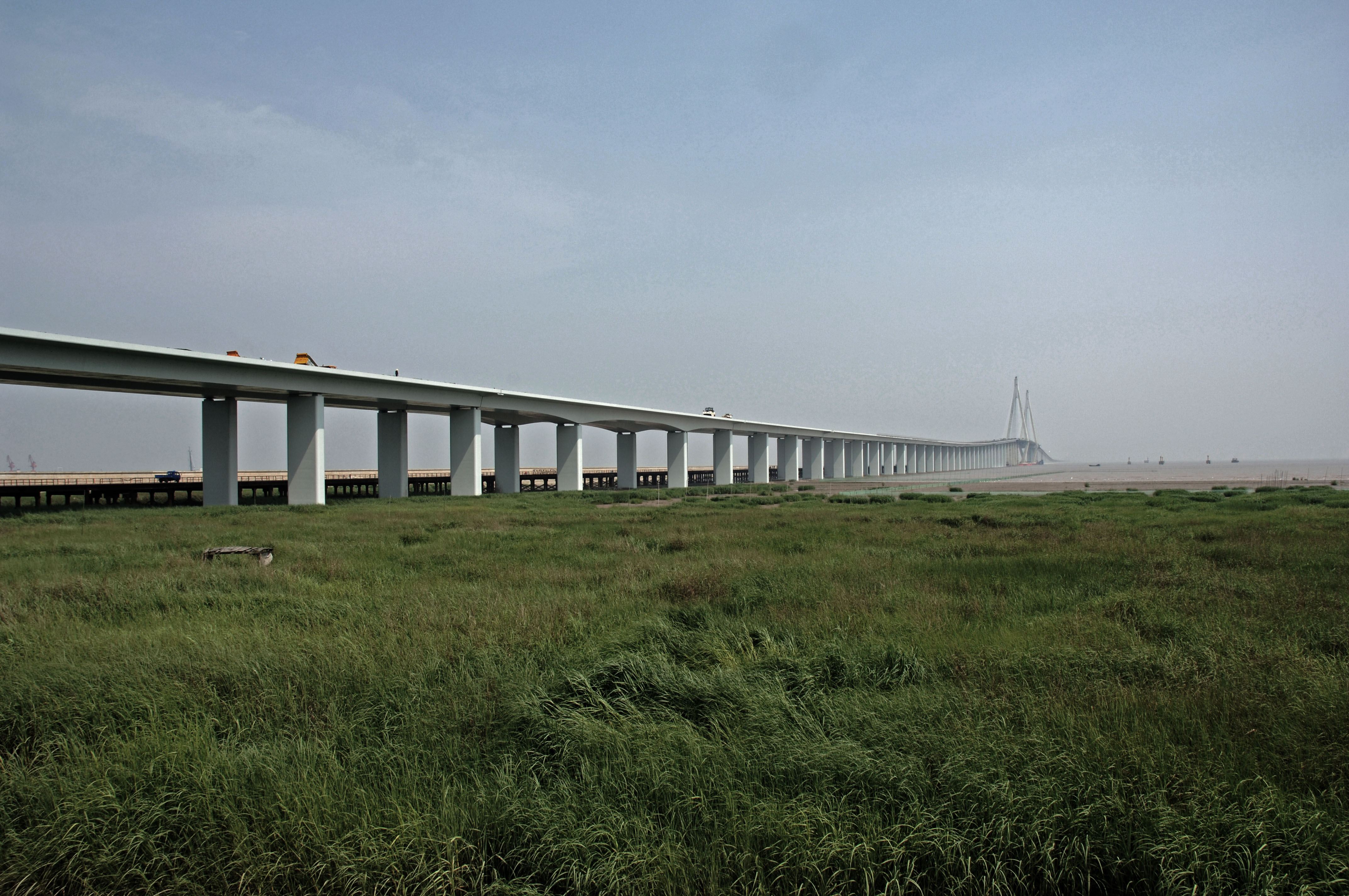
Most přes zátoku Chang-čou
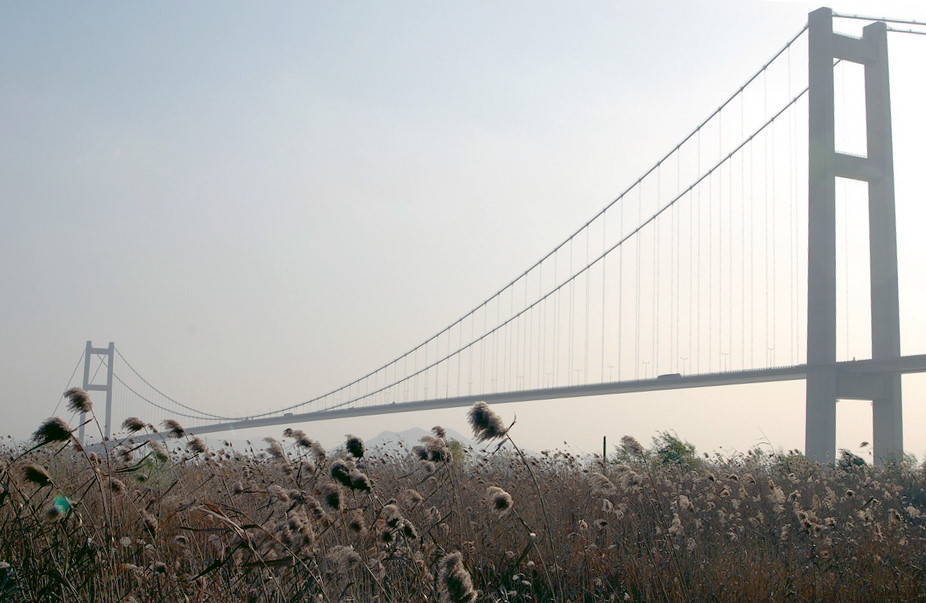
Most Runyang
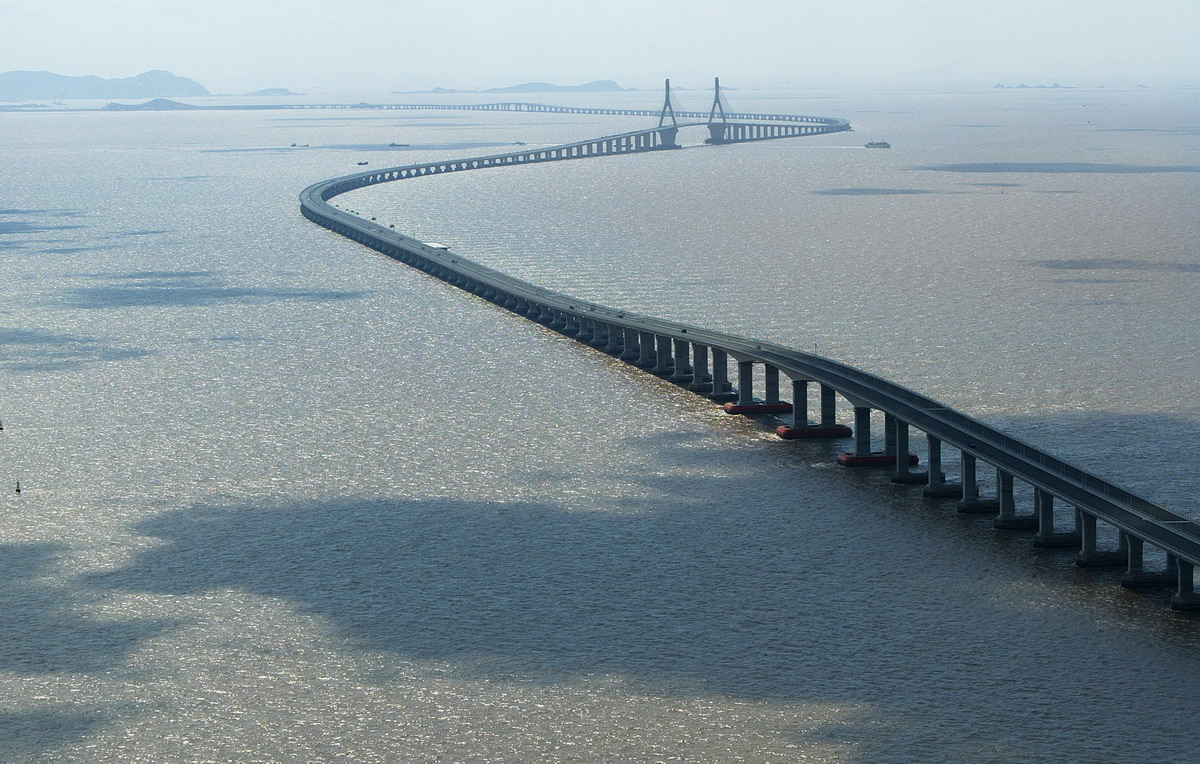
Tung-chaj Ta-čchiao
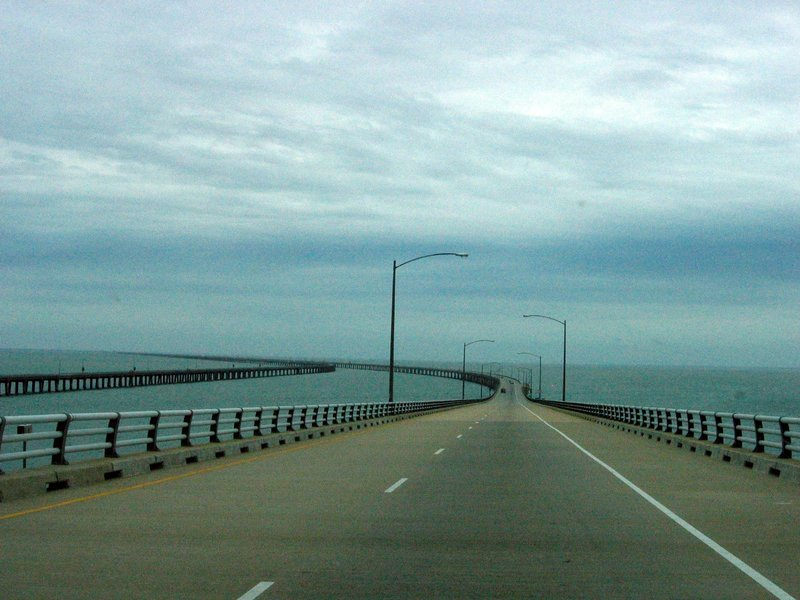
Most přes zátoku Chesapeake
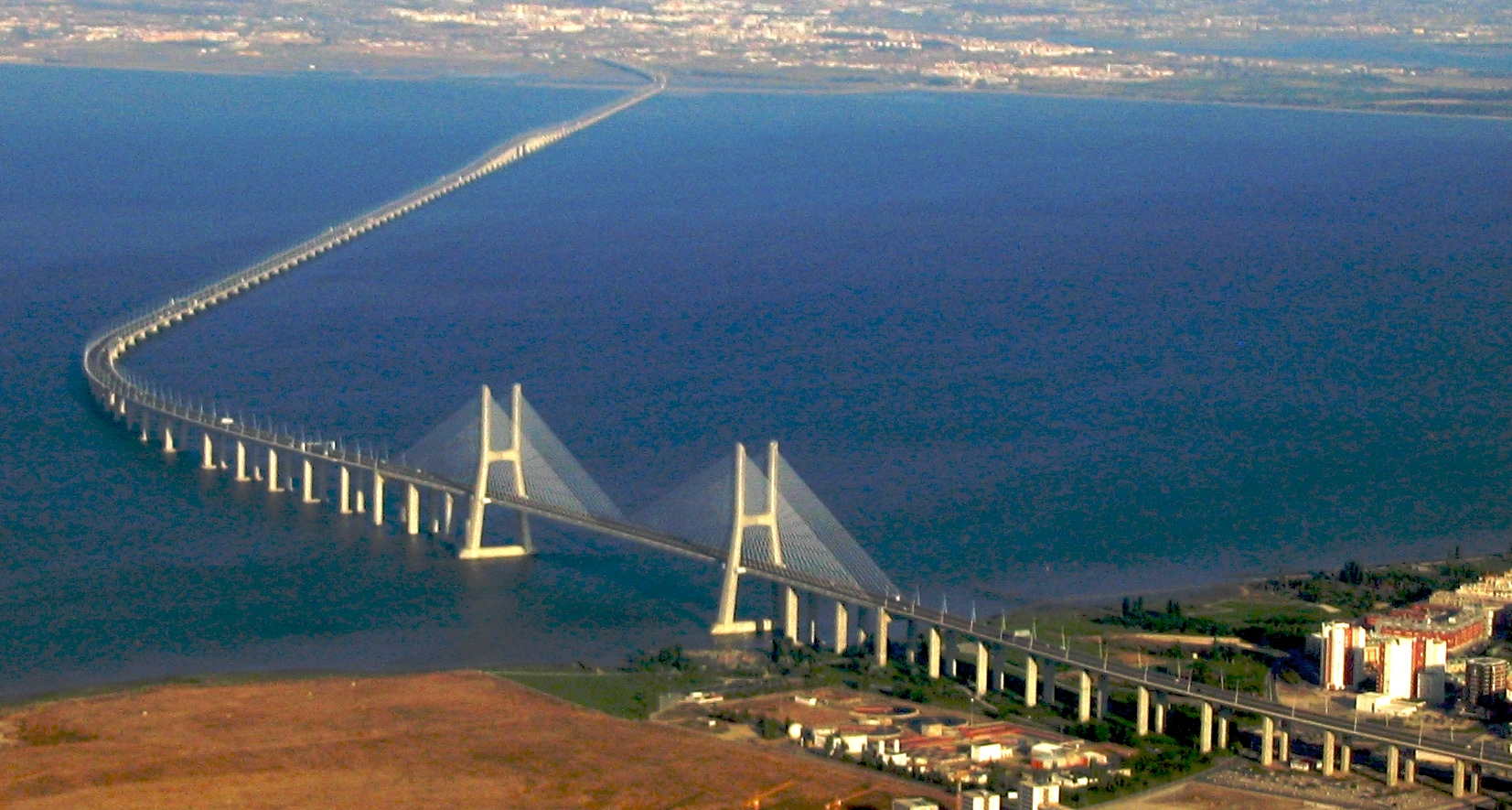
Most Vasco da Gama
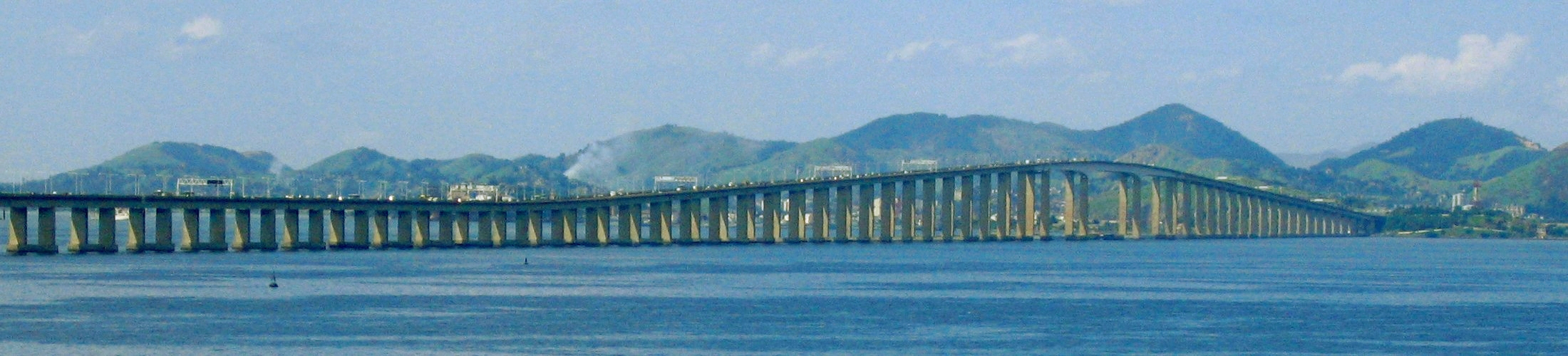
Most Rio de Janeiro – Niterói
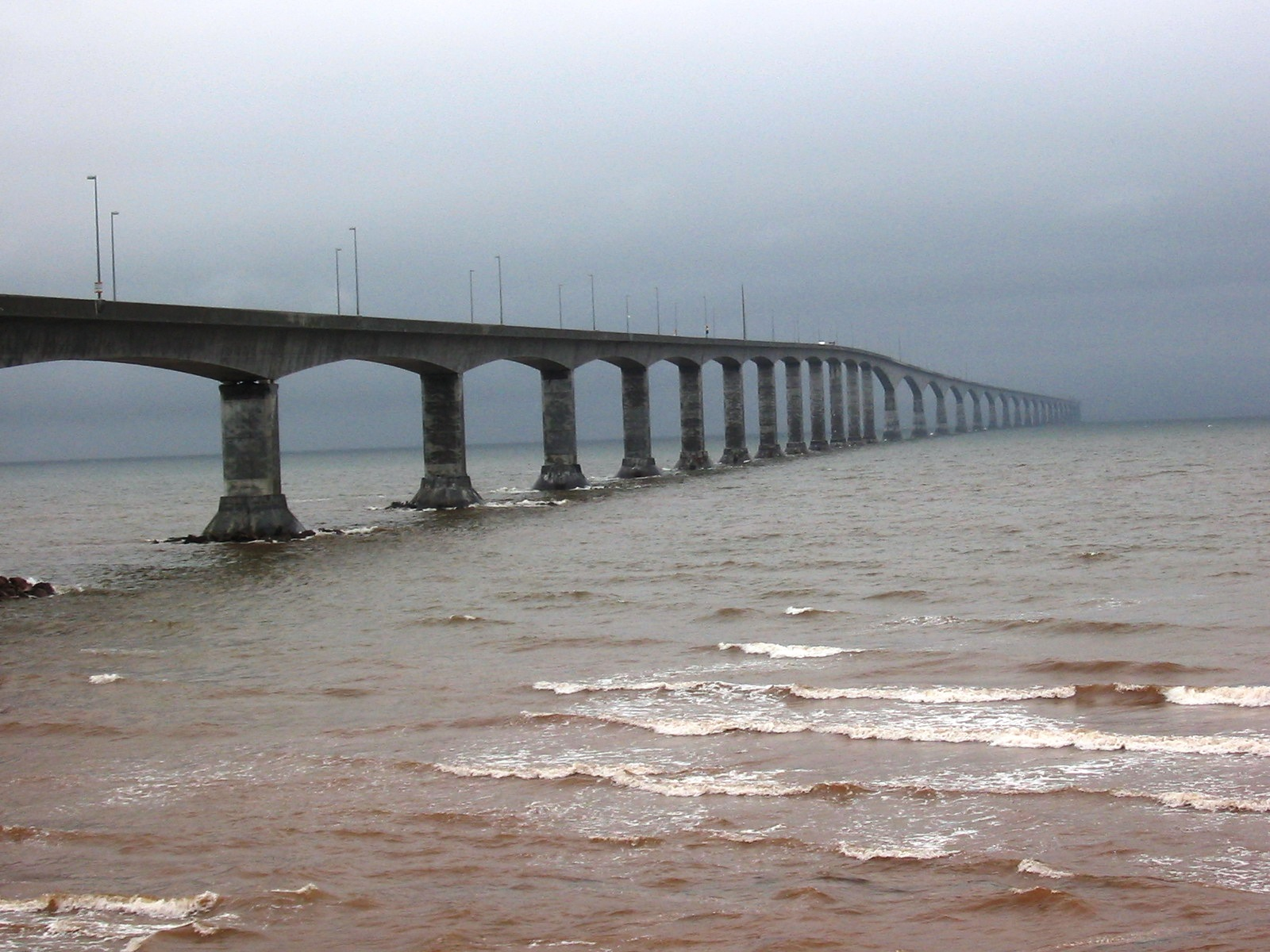
Most konfederace